# طمأنينة (فلسفة)

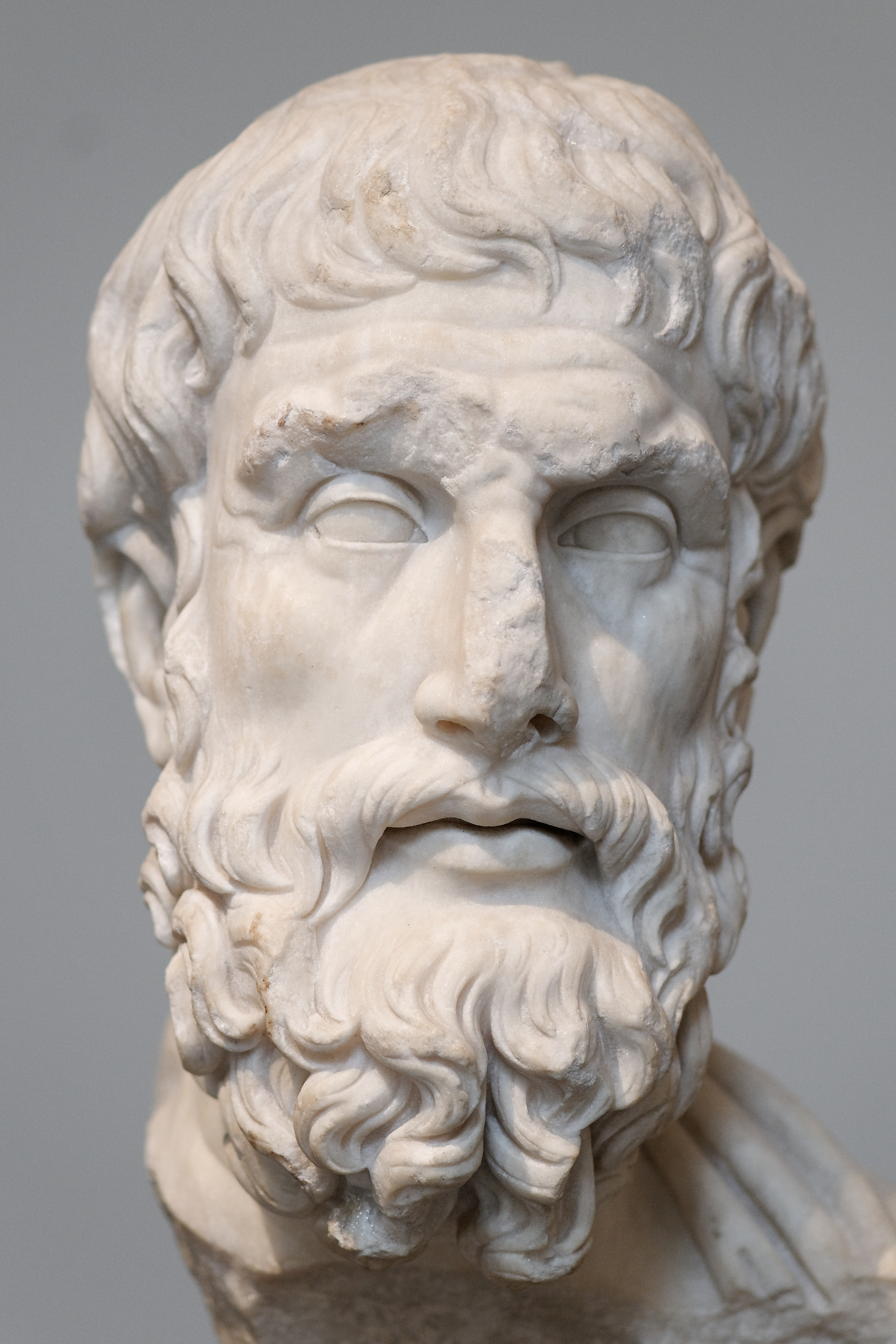

في الفلسفة الطمأنينة (بالإغريقية ἀταραξία، نقحرة: أتاراكسيا بمعنى «لا قلق») تعني التحرر من كل قلق وتكلف.

## في علم النفس
رغم أنها لا تعتبر حالة طبية بالمعنى الكامل، لكن حالة الطمأنينة ترتبط بالصعوبة في ربط الأحاسيس المتعلقة بالقيام بشيء ما وعواقبه. مثلا، طفل سيقرر إن كان سيقوم بواجبه المدرسي أو لا، الطفل العادي سوف يلخص الوضعية هكذا 'إذا لم أقم بالواجب، سأقع في ورطة، وإذا وقعت في ورطة، سأكون حزينا.و لذلك فإهمال الواجب سيسبب لي الحزن'.بينما الطفل الأتاراكسي، رغم قدرته على استيعاب مفهوم هاته العبارة، يكون عاجزا عن إقامة رابطة إحساسية بين عدم القيام بواجباته والإحساس بالحزن.